# الديمقراطي الاجتماعي الإسلامي (أذربيجان)
الحزب الديمقراطي الاجتماعي الإسلامي، يشار إليه عادة باسم Hummet (بالأذرية: Hümmət)‏ أي "الهمة": كان حزباً سياسياً في جنوب القوقاز. في 1920، اندمج مع "Adalat" (بالأذرية: Ədalət)‏ أي "العدالة" الخلية الشيوعية في باكو، وتشكيل أول حزب شيوعي أذربيجاني.